# Aeroportul Skardu
Aeroportul Skardu (IATA: KDU, ICAO: OPSD) este un aeroport din Skardu District⁠(d), Baltistan Division⁠(d), Gilgit-Baltistan⁠(d), Pakistan ce deservește zona Skardu⁠(d). A fost numit după zona deservită.
Situat la o altitudine de 2.230 m, aeroportul dispune de o singură pistă. Este operat de Pakistan Civil Aviation Authority⁠(d).